# Vivien Cardone
Vivien Elisabeth Cardone (Port Jefferson (New York), 14 april 1993) is een Amerikaans actrice.
Cardone is het meest bekend van haar rol als Delia Brown in de televisieserie Everwood waar zij in 89 afleveringen speelde (2002-2006).

## Biografie
Cardone werd geboren in Port Jefferson (New York), in een gezin van vier kinderen.
Cardone heeft naast het acteren als hobby's: zwemmen, rolschaatsen, zingen en dansen.

## Filmografie

### Films
- 2008: All Roads Lead Home – als Belle
- 2001: A Beautiful Mind – als Marcee

### Televisieseries
Uitgezonderd eenmalige gastrollen.
- 2011: One Life to Live – als Michelle – 8 afl.
- 2002-2006: Everwood – als Delia Brown – 89 afl.

- Library of Congress Control Number: no2009128998
- Virtual International Authority File: 96870065
- WorldCat: E39PBJrcpX8vwvj98X47VCGT73